# Rietbron
Rietbron est une petite ville d'Afrique du Sud, située dans province du Cap-Oriental et gérée par la municipalité locale de Dr Beyers Naudé, dans le district de Sarah Baartman. 

## Localisation et géographie
Rietbron est situé au cœur du Karoo, sur la route R306 à 100 km au sud-est de Beaufort West et à 67 km au nord-ouest de Willowmore. 
Rietbron comprend principalement 2 secteurs : un township (Jacobsville) et un grand secteur rural comprenant le village centre de Rietbron. 

## Démographie
Selon le recensement de 2011, la population de Rietbron est de 1 184 habitants (87,58% de coloureds, 7,77% de noirs et 3,38% de blancs), essentiellement de langue maternelle afrikaans (96,19%). 

## Historique
Le village de Rietbron fut fondé en 1910 pour fournir une église, une école et d'autres installations sociales à la communauté agricole environnante. En 1973, de l'uranium fut découvert sur les terres de la ferme de Ryskuil. Des recherches exploratoires furent menées et un aérodrome construit avant que tout ne soit abandonné en 1984, faute de rentabilité. Depuis 2004, d'autres travaux de prospection ont été effectués.

## Administration locale
De 2000 à 2016, Rietbron fut administrée par la nouvelle municipalité locale de Baviaans, gouvernée par une majorité issue de l'Alliance démocratique (2011-2016). Baviaans a fusionné en 2016 avec deux autres municipalités pour former celle de Dr Beyers Naudé, gouvernée depuis lors par une majorité issue du congrès national africain. 

## Sources
1. ↑  (en) « Rietbron », sur census2011.adrianfrith.com
2. ↑  (en) « Rietbron », sur baviaans.co.za